# Oeneis cruciata
Oeneis cruciata är en fjärilsart som beskrevs av Charles Oberthür 1909. Oeneis cruciata ingår i släktet Oeneis och familjen praktfjärilar. Inga underarter finns listade i Catalogue of Life.